# Le Vieux-Marché
Le Vieux-Marché település Franciaországban, Côtes-d’Armor megyében. Lakosainak száma 1276 fő (2022. január 1.). Le Vieux-Marché Plouaret, Ploubezre, Plounévez-Moëdec, Pluzunet és Trégrom községekkel határos.

## Népesség
A település népességének változása:
| Lakosok száma | 1469 | 1289 | 1187 | 1117 | 1317 | 1339 | 1314 | 1285 | 1280 | 1276 |
|               | 1968 | 1982 | 1990 | 2006 | 2013 | 2015 | 2017 | 2019 | 2020 | 2022 |